# 김영선 (1971년)
김영선(1971년 3월 5일 ~ )은 대한민국의 배우이다.

## 학력
- 선일여자고등학교

## 출연작

### 영화
- 2006년 《한반도》
- 2006년 《스승의 은혜》
- 2006년 《어느날 갑자기 두 번째 이야기 - 네 번째 층》
- 2006년 《아이스케키》
- 2007년 《추격자》
- 2007년 《우리동네》
- 2007년 《즐거운 인생》 - 혁수 처 역
- 2007년 《리턴》
- 2007년 《검은집》
- 2008년 《서랍속의 초록산》
- 2009년 《악마를 보았다》
- 2009년 《라라 선샤인》
- 2009년 《백야행 - 하얀 어둠 속을 걷다》
- 2009년 《심장이 뛴다》
- 2009년 《헬로우 고스트》
- 2010년 《돌이킬 수 없는》
- 2012년 《범죄와의 전쟁: 나쁜놈들 전성시대》
- 2012년 《천사의 숨소리》
- 2012년 《댄싱퀸》
- 2012년 《가족시네마》 - 상우 아내 역
- 2013년 《노브레싱》
- 2013년 《미나문방구》
- 2013년 《사랑해! 진영아》
- 2013년 《내 연애의 기억》
- 2013년 《만신》
- 2015년 《손님》
- 2015년 《어떤살인》 - 지은 모 역
- 2015년 《거짓말》
- 2015년 《해에게서 소년에게》
- 2016년 《하프》
- 2016년 《남과 여》
- 2017년 《폭력의 씨앗》
- 2017년 《가족의 초상》
- 2018년 《염력》 - 루미 엄마 역
- 2018년 《게이트》 - 클리닉사모님 역
- 2018년 《나를 기억해》 - 한순정 역
- 2022년 《테이블 매너》 - 옥순 역
- 2023년 《어디로 가고 싶으신가요》 - 김수정 역
- 2024년 《황야》 - 주예 모 역
- 2025년 《오 마이 갓》 - 하영 모 역

### 드라마
- 2002년 《야인시대》 (SBS)
- 2004년 《불멸의 이순신》 (KBS1)
- 2005년 《쾌걸춘향》 (KBS2) - 가게 건물주 역
- 2005년 《내 이름은 김삼순》 (MBC) - 레스토랑 손님 역
- 2007년 《히트》 (MBC) - 이미옥 역
- 2009년 《꽃보다 남자》 (KBS2) - 어촌마을 주민 3 역
- 2009년 《솔약국집 아들들》 (KBS2) - 솔약국에 온 손님 역
- 2009년 《파트너》 (KBS2) - 얼굴에 상처 난 아이의 엄마 역
- 2010년 《산부인과》 (SBS) - 산부인과에 입원한 환자 역
- 2010년 《검사 프린세스》 (SBS) - 최인숙 역
- 2010년 《자이언트》 (SBS)
- 2011년 《싸인》 (SBS) - 정은모 역
- 2012년 《스트레인저 6》 (일본 WOWWOW)
- 2013년 《후아유》 (tvN) - 단오름의 어머니 역
- 2013년 《투윅스》 (MBC) - 박재경의 어머니 역
- 2013년 《응답하라 1994》 (tvN) - 쓰레기(김재준)의 어머니 역
- 2014년 《비밀의 문》 (SBS) - 홍복 모 역
- 2015년 《빛나거나 미치거나》 (MBC) - 염실 모 역
- 2016년 《동네변호사 조들호》 (KBS2) - 연숙 역
- 2017년 《명불허전》 (tvN) - 정신과 의사 역
- 2017년 《크리미널 마인드》 (tvN) - 박송이 모 역
- 2017년 《20세기 소년소녀》 (MBC) - 이광희 역
- 2017년 《더 패키지》 (JTBC) - 한두리의 어머니 역
- 2017년 《블랙》 (OCN) - 오만수의 어머니 역
- 2018년 《복수가 돌아왔다》 (SBS) - 영민 모 역
- 2019년 《구해줘 2》 (OCN) - 이장 처 역
- 2020년 《구미호뎐》 (tvN) - 어화도 무녀 역
- 2021년 《경찰수업》 (KBS2) - 오정자 역
- 2021년 《이벤트를 확인하세요》 (MBC) - 현경미 역
- 2021년 《검은 태양》 - 윤정 역
- 2021년 《뫼비우스 : 검은 태양》 - 윤정 역
- 2022년 《스물다섯 스물하나》 - 이진과 이현의 어머니 역
- 2022년 《돼지의 왕》 (티빙) - 정종석의 어머니 역
- 2022년 《천원짜리 변호사》 (SBS) - 판사 역
- 2022년 《어쩌다 전원일기》 (카카오TV) - 박말금 역
- 2022년 《사장님을 잠금해제》 (ENA) - 박인성의 엄마 역
- 2024년~2025년 《체크인 한양》 (채널A) - 좌판댁 역